# Helpis tasmanica
Helpis tasmanica är en spindelart som beskrevs av Zabka 2002. Helpis tasmanica ingår i släktet Helpis och familjen hoppspindlar. Inga underarter finns listade i Catalogue of Life.